# Rosera
Rosera é uma cidade e um município no distrito de Samastipur, no estado indiano de Bihar.

## Demografia
Segundo o censo de 2001, Rosera tinha uma população de 27 494 habitantes. Os indivíduos do sexo masculino constituem 53% da população e os do sexo feminino 47%. Rosera tem uma taxa de literacia de 57%, inferior à média nacional de 59,5%: a literacia no sexo masculino é de 65% e no sexo feminino é de 47%. Em Rosera, 18% da população está abaixo dos 6 anos de idade.